# Décès en 903
Décès
- 899
- 900
- 901
- 902
- 903
- 904
- 905
- 906
- 907

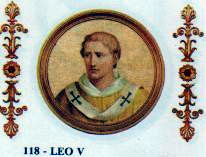
Léon V assassiné en 903.

Cette page dresse une liste de personnalités mortes au cours de l'année 903 :
- 12 février : Moïse Bar Kipha, évêque des diocèses de Mossoul, Bêth Kiyonaya et Bêth Ramman décède.
- 26 mars : Sugawara no Michizane, lettré, poète et personnalité politique du Japon de l'époque de Heian.
- avant août : Benoît IV, pape.
- 17 août : Elie de Enna, saint de l'Église catholique et l'Église orthodoxe.
- 13 novembre : Achot-Sargis Arçrouni, un prince de Vaspourakan appartenant à la dynastie arménienne des Arçrouni.
- 6 décembre : Le pape Léon V, emprisonné en septembre, étranglé par l’antipape Christophe.
- 24 décembre : Hedwige de Babenberg (en), épouse de Otton Ier de Saxe.

- Merfyn ap Rhodri, roi de Powys.

## Crédit d'auteurs
- Cet article est partiellement ou en totalité issu de l'article intitulé « 903 » (voir la liste des auteurs).